# Charles Humbert (homme politique)
Pour les articles homonymes, voir Charles Humbert et Humbert.
Charles Humbert, né le 28 mai 1866 à Loison (Meuse) et mort le 1er novembre 1927 à Paris, est un homme politique français. Membre du cabinet du général André au moment de l'instauration du fichage des officiers, il s'y oppose vivement et est renvoyé du ministère, ainsi que de l'armée. Journaliste, il s'engage en politique et devient député de la Meuse, puis sénateur.

## Biographie
Fils naturel d'une domestique, Marie Clémentine Duchet née à Loison en 1846, il est déclaré à l'état-civil sous le nom de sa mère : Duchet. Le 13 octobre 1868, celle-ci épouse Casimir Humbert (1843-1869), né à Fresnes-au-Mont (Meuse), gendarme, qui meurt l'année suivante à Paris. Son acte de naissance comporte, en marge, la mention (rédigée en 1884) de sa reconnaissance et légitimation par le mariage survenu en 1868.

### Affaire des fiches
Militaire de carrière, il est sous-lieutenant au 119e régiment d'infanterie en 1892. Il obtient le grade de capitaine et est protégé par le général Alexandre Percin, chef du cabinet du ministre de la Guerre Louis André au début du XXe siècle, dans lequel il entre également. Opposé au fichage des officiers à l'aide de renseignements donnés par le Grand Orient, et appuyé par le commandant Targe et le chef du cabinet civil Jean Cazelles, il tente de montrer au ministre les dangers de ces pratiques et des dégâts qui pourraient être provoqués par leur révélation. Toutefois, ils ne sont écoutés ni par André ni par le président du Conseil de l'ordre du Grand Orient Auguste Delpech.

En juillet 1902, un incident lié à la franc-maçonnerie va mettre fin à cette dissonnance : le commandant du lycée militaire de la Flèche, le lieutenant-colonel Terme, étant en butte à des intrigues, le capitaine Humbert — chargé de la direction de l'Infanterie — diligente une enquête, confiée au général Castex. Ayant lu le rapport du général, il conclut :

« Sous les prétextes les plus lâches, dans un esprit d'envie et de jalousie, le commandant X et le lieutenant Y ont mené une campagne épouvantable contre leur chef, le colonel Terme. Ils ont détruit à La Flèche tout esprit de discipline, ont pratiqué la dénonciation anonyme dans tout ce qu'elle a de plus honteux et, se sentant soutenus par certains hommes politiques appartenant aux loges dont ils font partie, ils ont tout bravé depuis plus de six mois. De tels officiers font le plus grand tort à la cause républicaine dans l'armée, pour laquelle nous luttons ici avec la dernière énergie et il est fâcheux que des postes de choix soient conservés par des hommes dont la position à donner serait la retraite et la non activité. Les officiers réactionnaires et cléricaux doivent, quand ils manquent à leur devoir, être frappés avec la dernière énergie, mais les brebis galeuses, et il y en a beaucoup qui se sont glissées dans nos rangs depuis un certain temps, doivent aussi être frappées avec une même énergie. Je demande en conséquence et cela dans l'intérêt de l'armée et de la justice, de mettre le commandant X en retraite d'office et d'approuver les autres mesures proposées par la direction de l'infanterie. »

Cette note déclenche de vives protestations de la part desdits hommes politiques francs-maçons (non identifiés) et des ennemis d'Humbert. L'arbitrage d'André est sans appel : Cazelles doit quitter son poste et Humbert est expulsé du cabinet militaire. Camille Pelletan, ministre de la Marine ayant proposé d’accueillir Humbert dans son propre cabinet, André refuse catégoriquement. Si cette manœuvre permet au ministre de faire taire les voix discordantes au sein de son cabinet, elle le dessert grandement auprès des parlementaires républicains hostiles à ses méthodes.
Sommé de quitter l'armée, Humbert est nommé percepteur, dans un premier temps à Vincennes, puis à Caen, le ministre de la Guerre ayant insisté pour obtenir son éloignement de Paris - craignant qu'il ne révèle publiquement les pratiques du cabinet en matière de fichage, son renvoi ayant été commenté par la presse et jusqu'au président de la République, Émile Loubet, hostile à Combes. Cette crainte est fondée : désireux de se venger, Humbert rencontre Pierre Waldeck-Rousseau, ancien président du Conseil des ministres pour l'informer que le cabinet d'André accorde trop de crédit à des informateurs partisans pour décider des avancements. Si Waldeck fait parler Percin puis en informe le chef du gouvernement, Émile Combes, le système n'est pas remis en question.
Puis Humbert entre comme journaliste au Matin en 1904. Le quotidien est alors la propriété de Maurice Bunau-Varilla, homme influent et ami de Raymond Poincaré. En septembre de la même année, une série d'articles sur le scandale des fiches apparaît dans le journal, pourtant peu habitué à mettre en difficulté le gouvernement. La « délation dans l'armée » est dénoncée, l'ex-chef de cabinet Percin et Maurice Sarrail — franc-maçon et ancien collaborateur du général André — sont sévèrement étrillés. Les révélations du journal provoquent une demande d'interpellation du gouvernement par la droite, alimentant la crise ministérielle. Jean Jaurès, soutien de Combes, accuse alors Humbert d'être derrière les articles ; celui-ci se défend en faisant publier une lettre dans L'Humanité et en profite pour dénoncer d'une part les pratiques de délation qu'il avait entreprises de combattre quand il était encore au cabinet d'André et d'autre part le traitement dont il a fait l'objet en juillet 1902. Il met également à disposition de l'opposition nationaliste des documents qu'il a subtilisés lors de son limogeage, qui vont l'aider à faire tomber le gouvernement, malgré la surveillance de celui-ci et du Grand Orient. Les fiches existantes, en dehors de celles qui ont été récupérées par Humbert et d'autres, sont détruites par André.

### Journalisme et carrière politique
Il rompt avec Buneau-Varilla en 1906. Il collabore au Journal en 1907 et en devient le directeur politique en 1911. En 1913 Charles Humbert sert d'intermédiaire auprès de la famille Letellier pour l'achat du Journal pour 2 millions de francs. L'opération est reportée et le Journal périclite. En mai 1915, l'annonce de la mise en vente du Journal est faite et Humbert y mène sa campagne "des canons, des munitions". Les difficultés du Journal contraignent Humbert à chercher des investisseurs ; il trouve Guillaume Desouches et Pierre Lenoir. L'achat du quotidien se fait et Charles Humbert garde la direction politique du Journal. Malheureusement il s'avère que Lenoir est un prête-nom masquant des investissements allemands. Humbert doit rembourser leurs avances et cherche un nouvel investisseur. Il prévient Poincaré de ses problèmes. C'est à ce moment qu'intervient Bolo Pacha qui verse les fonds nécessaires, qui s'avèreront également d'origine douteuse.
Il est titulaire de la Légion d'honneur et député de la Meuse du 6 mai 1906 au 30 janvier 1908, puis sénateur de la Meuse de 19 janvier 1908 au 10 janvier 1920. Dans la suite du scandale des fiches, il envoie en février 1911 une lettre au général Charles Ebener, chef de cabinet du ministre de la Guerre Jean Brun. Dans cette dernière, il accuse le cabinet d'avoir reconstitué une « agence de renseignements politiques » et révèle que les notes politiques établies par les préfets ne sont jamais communiquées aux intéressés. Pour lui, « [n]ul n'a le droit de s'enquérir des croyances intimes des officiers, ni de la façon dont ils se comportent dans la vie privée, de leurs conceptions philosophiques ou religieuses. Qu'ils fréquentent l'église ou le temple, une loge maçonnique ou une synagogue, ou qu'ils vivent sans éprouver le besoin de fréquenter aucun de ces endroits, on n'a pas à le savoir pour les noter ». Le fichage n'est finalement abandonné qu'en 1913.
il est vice-président de la commission sénatoriale des armées, très actif pendant la Première Guerre mondiale. Il a écrit plusieurs ouvrages traitant de thèmes militaires y dénonçant le manque de moyens ainsi qu'un ouvrage sur les colonies françaises. Un hymne de guerre, Des canons, des munitions, lui est dédié,,.
Son testament politique est Chacun son tour (1925), livre relatant ses déboires avec Raymond Poincaré notamment et racontant sa version de l'affaire du Journal (Bolo Pacha et Pierre Lenoir). En effet, le 18 février 1918, Charles Humbert est arrêté dans son château du Mesnil-Guillaume, près de Lisieux pour commerce avec l'ennemi. Il aurait racheté Le Journal avec de l'argent allemand. Il sera acquitté, les coaccusés seront condamnés à mort et exécutés.
Les précieuses découvertes archéologiques faites à Senon par les Allemands en 1914-1918 et emportées en Allemagne sont rapatriées en France grâce à son intervention.

### Vie privée
En garnison à Dieppe, il épouse en 1892 l'écrivaine anglaise Mabel Wells Annie Rooke (petite-fille de l'éditeur de journaux anglais Joseph Drew (en)). Ils ont un garçon, Charles William, et une fille, Agnès Humbert, qui épouse en 1916 le peintre Georges Sabbagh et qui est la mère du journaliste Pierre Sabbagh. Agnès s'illustre pendant la Seconde Guerre mondiale dans la Résistance en créant le premier réseau de résistants dans la France occupée, le réseau du Musée de l'Homme.
Divorcé, Charles Humbert épouse en secondes noces en 1908 Marie Levylier (née Nathan, 1872-1920), d'une famille juive de Nancy ; la fille de cette dernière, Jeanne épousera Léon Blum.
Charles Humbert est inhumé à Paris dans le cimetière des Batignolles (24e division).

## Publications
- Charles Humbert, Sommes-nous défendus ?, Paris, F. Juven et Cie, 1907, 320 p. (ASIN B001C7928G)
- Charles Humbert, Les Vœux de l'Armée : Nos Soldats - Nos Officiers : Notre Armement, Paris, Librairie universelle, 1908, 302 p. (ASIN B001C7927M)
- Charles humbert, La flotte fantôme : ni bateaux, ni canons, ni obus, Paris, J. Tallandier, 1909, 323 p. (ASIN B0051994YI)
- Charles Humbert, L'œuvre française aux colonies, Paris, É. Larose (réimpr. 2013) (1re éd. 1913), 268 p. (ISBN 978-2-01-289996-4)
- Charles Humbert, Des canons, des munitions, 1915 (lire en ligne)
- Charles Humbert, Chacun son tour, 1925, 442 p. (ASIN B0000DP5ML)

## Galerie d'images

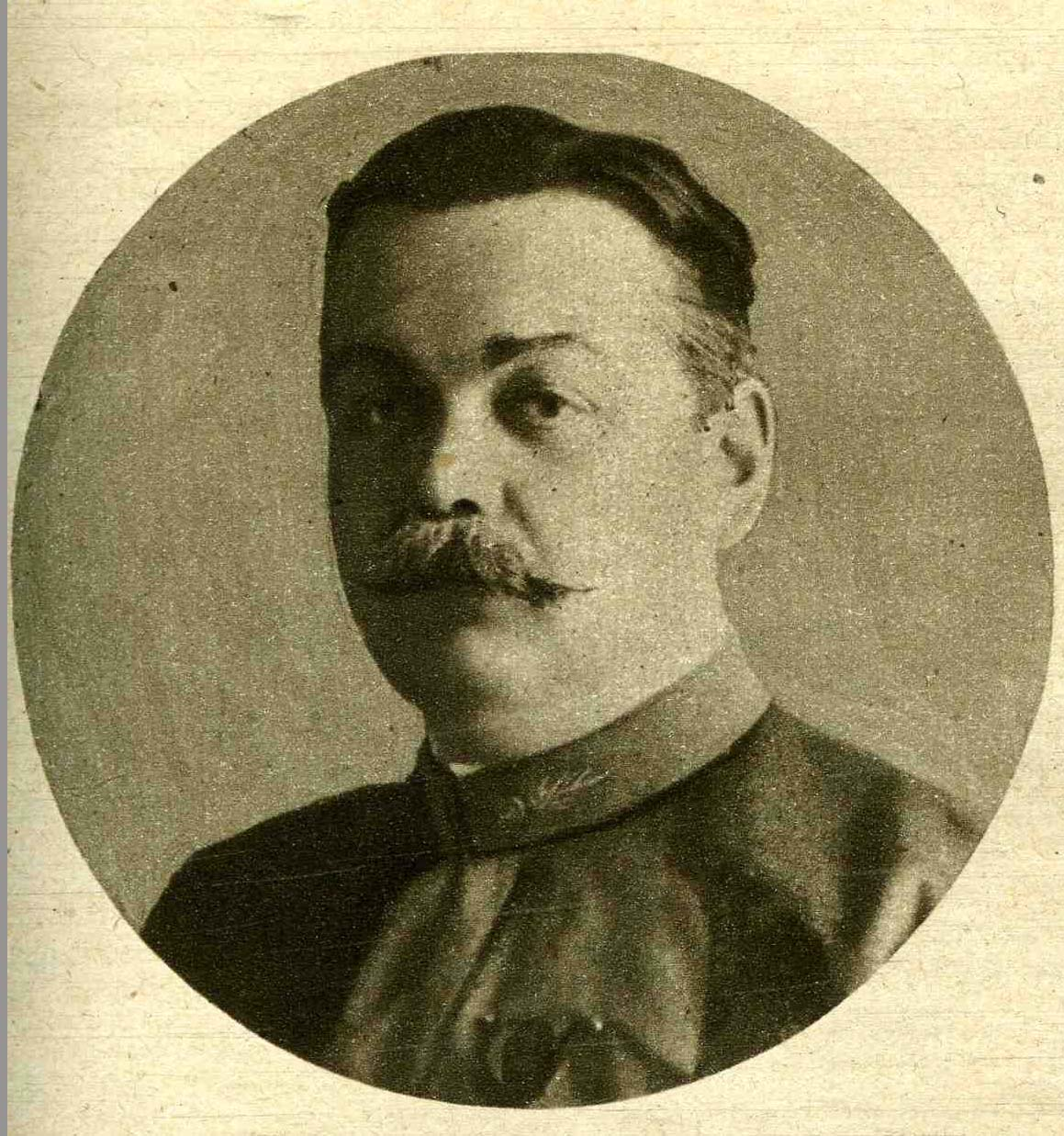
Charles Humbert en uniforme de capitaine
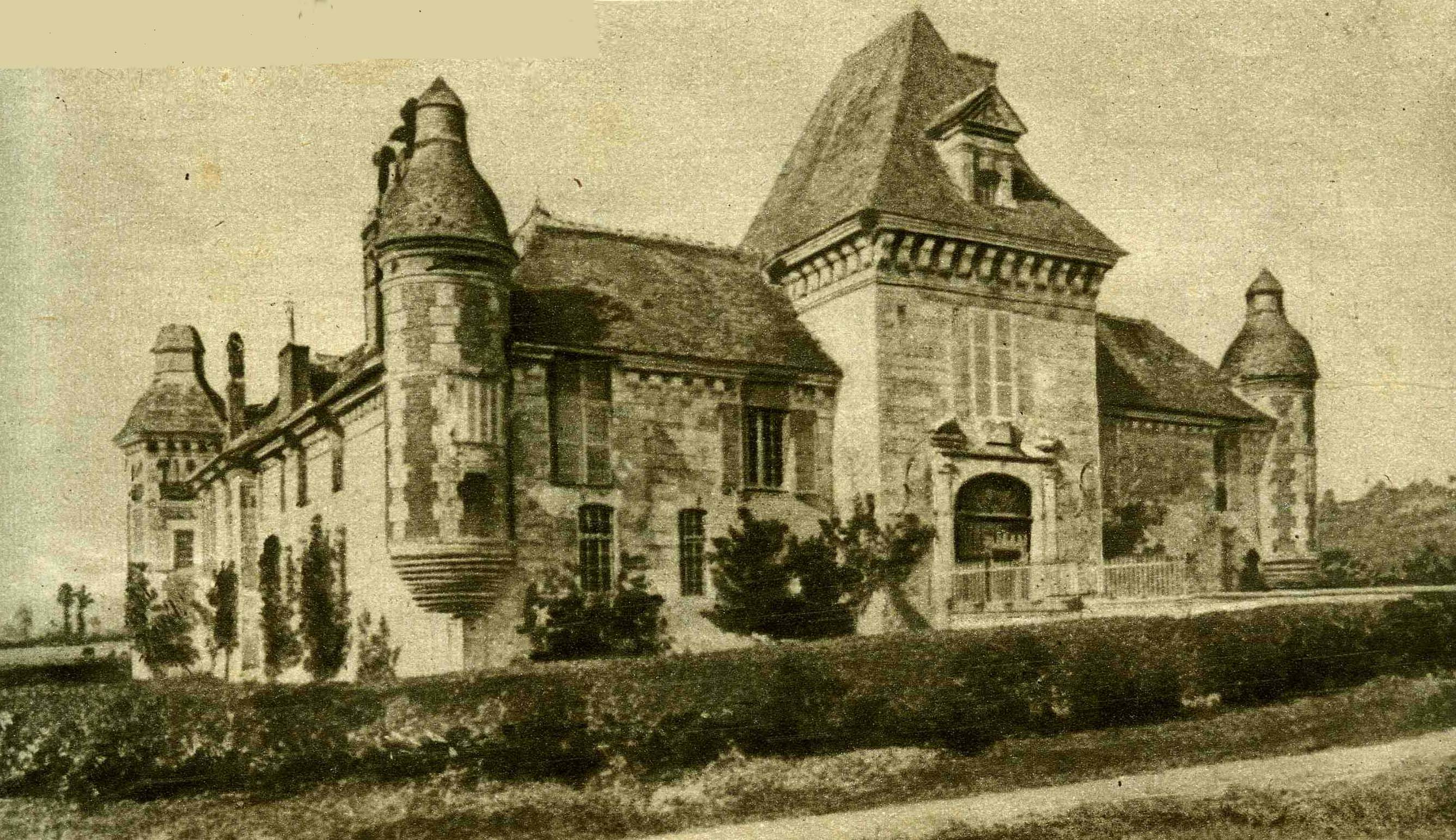
Le château de Mesnil-Guillaume où il fut arrêté
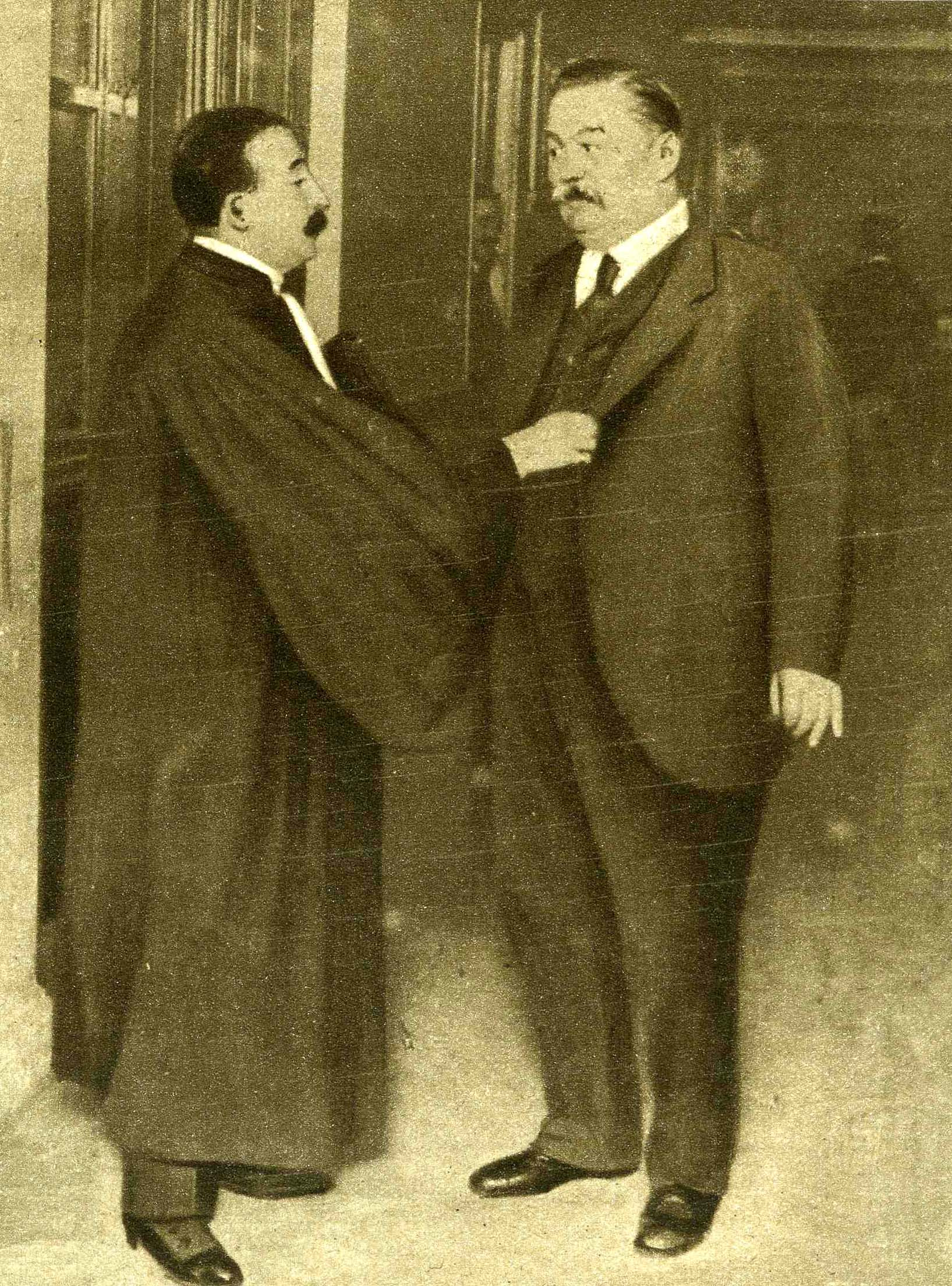
En compagnie de son avocat, Me Moro-Giafferi
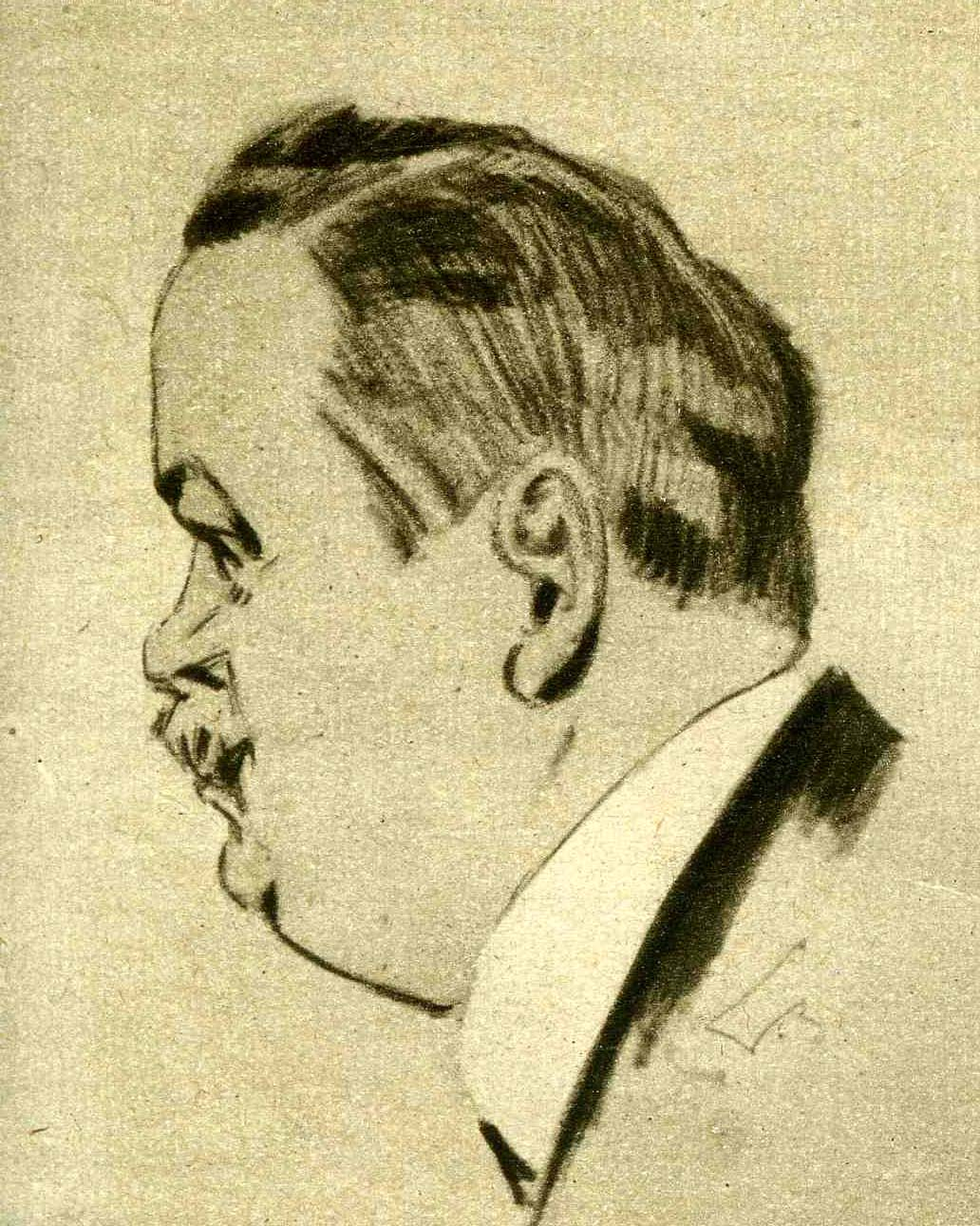
Un croquis de Louis Berings, pris pendant sa déposition
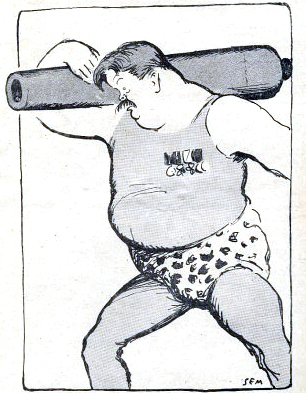
Caricature de Sem (1917)